# Каролина Луиза фон Саксония-Ваймар-Айзенах
Каролина Луиза фон Саксония-Ваймар-Айзенах (на немски: Karoline Luise Prinzessin von Sachsen-Weimar-Eisenach; * 18 юли 1786, Ваймар; † 20 януари 1816, Лудвигслуст) от Ернестинските Ветини, е принцеса от Саксония-Ваймар-Айзенах и чрез женитба наследствена принцеса и велика херцогиня на Мекленбург-Шверин.

## Живот
Дъщеря е на велик херцог Карл Август фон Саксония-Ваймар-Айзенах (1757 – 1828) и съпругата му принцеса Луиза фон Хесен-Дармщат (1757 – 1830), дъщеря на ландграф Лудвиг IX фон Хесен-Дармщат (1719 – 1790) и ландграфиня Каролина фон Пфалц-Цвайбрюкен (1721 – 1774). Сестра е на Карл Фридрих и Карл Бернхард.
Каролина Луиза се омъжва на 1 юли 1810 г. във Ваймар за наследствения принц и от 1815 г. велик херцог на Мекленбург-Шверин Фридрих Лудвиг фон Мекленбург-Шверин (* 13 юни 1778, Лудвигслуст; † 29 ноември 1819, Лудвигслуст), син на велик херцог Фридрих Франц I фон Мекленбург (1756 – 1837) и съпругата му принцеса Луиза фон Саксония-Гота-Алтенбург (1756 – 1808). Тя е втората му съпруга. Фридрих Лудвиг има две деца от предишния му брак. Каролина си кореспондира с почти всички големи от Ваймар.
Тя умира на 29 години на 20 януари 1816 г. в Лудвигслуст след раждането на трето ѝ дете и препоръчва на съпруга си да се ожени за нейната братовчедка принцеса Августа фон Хесен-Хомбург (1776 – 1871). Погребана е в „мавзолея Елена-Павловна“ в дворцовия парк в Лудвигслуст. Фридрих Лудвиг се жени за принцеса Августа фон Хесен-Хомбург на 3 април 1818 г.
- Kаролина с братята си Карл Фридрих (дясно) и Карл Бернхард, картина от Йохан Тишбайн, 1795, дворец Ваймар
- Наследствен принц Фридрих Лудвиг фон Мекленбург-Шверин ок. 1807
- Мавзолеят Елена-Павловна, Лудвигслуст (2014)

## Деца
Каролина Луиза Фридрих Лудвиг имат три деца:
- Албрехт фон Мекленбург-Шверин (* 11 февруари 1812, Лудвигслуст; † 18 октомври 1834, Лудвигслуст), херцог на Мекленбург-Шверин, неженен
- Елена Луиза Елизабет фон Мекленбург-Шверин (* 24 януари 1814, Лудвигслуст; † 18 май 1858, Лондон), омъжена на 30 май 1837 г. във Фонтенбло за херцог Фердинанд Филип Орлеански (* 3 септември 1810; † 13 юли 1842), най-големият син на френския крал Луи-Филип
- Магнус фон Мекленбург-Шверин (* 3 май 1815, Лудвигслуст; † 25 април 1816, Лудвигслуст), херцог на Мекленбург-Шверин